# Silver Ridge
Silver Ridge és una concentració de població designada pel cens dels Estats Units a l'estat de Nova Jersey. Segons el cens del 2000 tenia 1.211 habitants.

## Demografia
Segons el cens del 2000, Silver Ridge tenia 1.211 habitants, 770 habitatges, i 372 famílies. La densitat de població era de 1.062,7 habitants/km².
Dels 770 habitatges en un 0% hi vivien nens de menys de 18 anys, en un 41,8% hi vivien parelles casades, en un 5,5% dones solteres, i en un 51,6% no eren unitats familiars. En el 48,6% dels habitatges hi vivien persones soles el 41,4% de les quals corresponia a persones de 65 anys o més que vivien soles. El nombre mitjà de persones vivint en cada habitatge era d'1,57 i el nombre mitjà de persones que vivien en cada família era de 2,11.
Per edats la població es repartia de la següent manera: un 0,1% tenia menys de 18 anys, un 0,5% entre 18 i 24, un 3,4% entre 25 i 44, un 22,6% de 45 a 60 i un 73,4% 65 anys o més.
L'edat mediana era de 72 anys. Per cada 100 dones de 18 o més anys hi havia 68,5 homes.
La renda mediana per habitatge era de 29.671 $ i la renda mediana per família de 37.281 $. Els homes tenien una renda mediana de 42.708 $ mentre que les dones 19.911 $. La renda per capita de la població era de 22.403 $. Cap de les famílies i el 3,9% de la població estaven per davall del llindar de pobresa.

## Poblacions més properes
El següent diagrama mostra les poblacions més properes.